# Dolní Lomná
Dolní Lomná là một làng thuộc huyện Frýdek-Místek, vùng Moravskoslezský, Cộng hòa Séc.